# 库兰

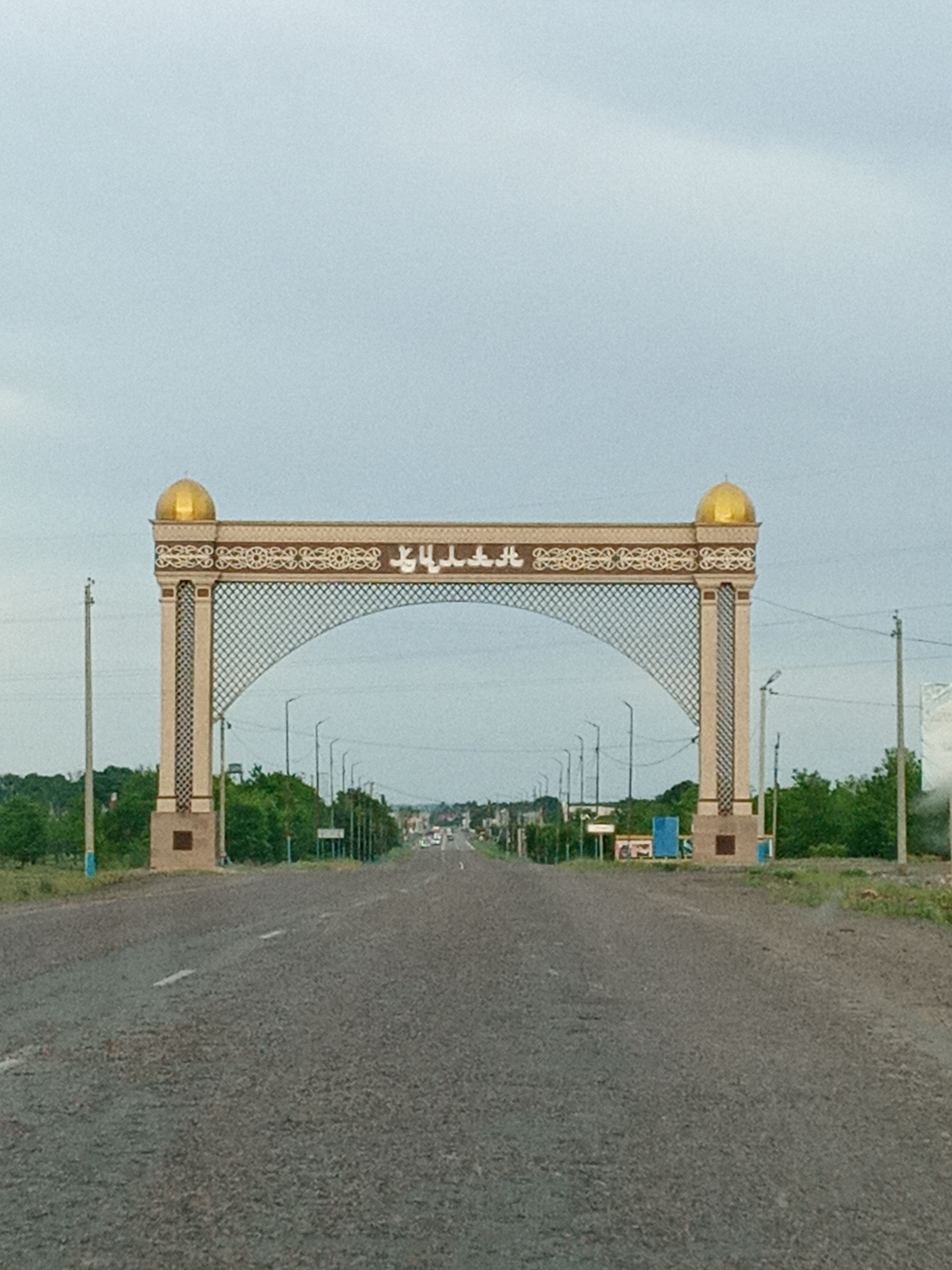

庫蘭（羅馬化：Qūlan），1992年前名為盧戈沃耶（羅馬化：Lugovoye）是哈薩克江布爾州圖拉爾·雷斯庫洛夫區的首府。2003年5月23日，庫蘭發生了芮氏規模6.5-7.0之地震。烏克蘭著名拳擊手維塔利·克里契科及弗拉迪米爾·克里契科幼年曾在庫蘭的一所學校學習。
1999年，庫蘭的人口為12,294人（其中男性5,952人，女性6,342人），2019年初，庫蘭的人口13592人（男性7037人，女性6555人）。